# Grzymałówka
Grzymałówka (ukr. Грималівка) – wieś na Ukrainie w rejonie złoczowskim obwodu lwowskiego.

## Historia
Dawniej wieś w powiecie brodzkim.
Do 2020 w rejonie brodzkim. 

## Urodzeni w Grzymałówce
- Stanisław Strzetelski – polski dziennikarz i wydawca, polityk, poseł w II RP[3].